# طهر نلغيري
طهر نلغيري أو جَهْرَل جنوبيّ الهند (الاسم العلمي: Nilgiritragus hylocrius) أو يسمى محليا وعل نلغيري أو وعل، متوطن في جبال نلغيري في ولايتي تامل نادو وكيرلا في جنوب الهند.

## اقرأ كذلك
- قائمة مزدوجات الأصابع حسب العدد